# Xysticus alpicola
Xysticus alpicola là một loài nhện trong họ Thomisidae.
Loài này thuộc chi Xysticus. Xysticus alpicola được Wladislaus Kulczynski miêu tả năm 1882.